# 氯溴甲烷
氯溴甲烷，又称溴氯甲烷、哈龙1011，是一种混合卤代甲烷。它是一种重质粘稠液体，折射率为1.4808。

## 制备
氯溴甲烷可以通过卤素交换反应或在氯化铝存在下用二氯甲烷和溴化氢反应得到：
{\displaystyle \mathrm {6\,CH_{2}Cl_{2}+3\,Br_{2}+2\,Al\rightarrow 6\,CH_{2}BrCl+2\,AlCl_{3}} }
{\displaystyle \mathrm {CH_{2}Cl_{2}+HBr{\xrightarrow {AlCl_{3}}}\ CH_{2}BrCl+\ HCl} }

## 性质
氯溴甲烷对光敏感，400°C放出氯化氢和溴化氢。

## 安全
氯溴甲烷具有神经毒性，吸入可引发中毒。